# Puff Johnson
Puff Johnson (* 10. Dezember 1972 in Detroit, Michigan als Ewanya Johnson; † 24. Juni 2013) war eine US-amerikanische Soul- und Rhythm-and-Blues-Sängerin und Songwriterin.

## Leben und Wirken
Puff Johnson sang die Backgroundstimme auf Tupac Shakurs Hit-Single Me Against The World. 1996 veröffentlichte sie ihre Debütsingle Forever More, die in England Platz 29 und in den USA Platz 31 der Charts belegte. Kurze Zeit später folgte ihr Debütalbum Miracle, das es in den US-Charts auf Platz 61 schaffte. Ihre zweite Single All Over Your Face kam in den USA bis auf Platz 57.
Ihren größten Hit hatte sie mit dem Song Over and Over, dem Titelsong des Films Der Club der Teufelinnen. Das Lied schaffte es in England und in Holland auf Platz 20 und in Australien auf Platz 29 der Charts.
1997 ging sie auf Europa-Tournee im Vorprogramm von Michael Jackson. Ende des Jahres erreichte ihr Album die Top 40 der niederländischen Charts. Puff Johnson hatte seitdem kein weiteres Album mehr veröffentlicht und sich aus der Öffentlichkeit zurückgezogen. Im Jahr 2005 schrieb sie mit an drei Liedern auf Leela James’ Album A Change is Gonna Come.
2008 wurde bei Johnson Gebärmutterhalskrebs diagnostiziert. Am 24. Juni 2013 erlag sie im Alter von 40 Jahren ihrem Krebsleiden.

## Diskografie

### Alben
- 1996: Miracle

### Singles
| Jahr | Titel Album                                    | Höchstplatzierung, Gesamtwochen, AuszeichnungChartplatzierungen (Jahr, Titel, Album, Platzierungen, Wochen, Auszeichnungen, Anmerkungen) | Höchstplatzierung, Gesamtwochen, AuszeichnungChartplatzierungen (Jahr, Titel, Album, Platzierungen, Wochen, Auszeichnungen, Anmerkungen) | Höchstplatzierung, Gesamtwochen, AuszeichnungChartplatzierungen (Jahr, Titel, Album, Platzierungen, Wochen, Auszeichnungen, Anmerkungen) | Höchstplatzierung, Gesamtwochen, AuszeichnungChartplatzierungen (Jahr, Titel, Album, Platzierungen, Wochen, Auszeichnungen, Anmerkungen) | Höchstplatzierung, Gesamtwochen, AuszeichnungChartplatzierungen (Jahr, Titel, Album, Platzierungen, Wochen, Auszeichnungen, Anmerkungen) | Anmerkungen                         |
| Jahr | Titel Album                                    | DE | AT | CH | UK | US | Anmerkungen                         |
| ---- | ---------------------------------------------- | --- | --- | --- | --- | --- | ----------------------------------- |
| 1996 | Forever More Miracle                           | — | — | — | UK29 (2 Wo.)UK | US63 (13 Wo.)US | Erstveröffentlichung: April 1996    |
| 1996 | Over and Over Der Club der Teufelinnen (O.S.T) | DE93 (7 Wo.)DE | — | — | UK20 (4 Wo.)UK | — | Erstveröffentlichung: Dezember 1996 |

Weitere Veröffentlichungen
- 1996: All Over Your Face
- 1997: Feel So Good (mit Somethin’ for the People)